# Гущин, Алексей Матвеевич
Алексей Матвеевич Гущин (30 марта 1903, д. Федюшино, Костромская губерния, Российская империя — 26 октября 1977, Москва, СССР) — советский военно-морской деятель, контр-адмирал (05.07.1946), доцент (1955).

## Биография
Родился 30 марта 1903 года в деревне Федюшино, ныне в Парфеньевском сельском поселении, Парфеньевского района, Костромской области. Русский.

### Военная служба

#### Межвоенные годы
В ноябре 1923 года по путевке комсомола был направлен на Черноморский флот ВМС РККА. Служил рулевым на крейсере «Коминтерн». С февраля 1924 года — курсант Объединённой школы Учебного Отряда ЧФ. С мая 1925 года, после окончания школы, служит рулевым на эсминце «Железняков» ЧФ. С сентября 1925 года — курсант Военно-морского училища имени М. В. Фрунзе. Член ВКП(б) с 1927 года. С сентября 1928 года, после окончания училища направлен в Днепровскую военную флотилию где проходит службу: командиром бронекатера, с декабря 1928 года-вахтенным начальником канонерской лодки «Передовой», с ноября 1929 года-помощник командира канонерской лодки «Верный».
С ноября 1931 года — слушатель Военно-морской академии Рабоче-Крестьянской Красной Армии имени К. Е. Ворошилова. С апреля 1934 года, после окончания акдаемии направлен в Амурскую военную флотилию где проходит службу: начальником штаба Суражевского речного отряда кораблей, с декабря 1935 года помощник начальника, а с января 1937 года начальник 1-го (оперативного) отдела штаба Флотилии.
12 мая 1938 года капитан-лейтенант Гущин арестован (обвинение: измена Родине, подрывная вредительская деятельность, участие в контрреволюционной организации; ст. 58-1 «б», 58-11, 58-9, 58-8). 23 марта 1939 года, освобождён, оправдан и восстановлен в кадрах ВМФ.
С апреля 1939 года служит на крейсере «Красный Кавказ» старшим помощником командира, а с сентября 1940 года- командиром корабля.

#### Великая Отечественная война
С началом войны в прежней должности. Из аттестации (1942): «Особенно крейсер отличился при захвате Феодосии, на крейсер „Красный Кавказ“ в этой операции выпала самая тяжелая задача — ночью, при свежем (4-5 баллов) отжимном ветре, ошвартоваться у мола для высадки десанта, швартовка происходила под сильным артиллерийским и минометным огнем противника, крейсер получил 18 попаданий снарядами и минами, в этих условиях тов. Гущин проявил смелость, решительность, хорошую морскую подготовку и умение выполнить поставленную задачу. Крейсер показал высокую организованность и обученность личного состава. В этих тяжелых условиях при выведенных из действия кормовых машинах и рулевого управления тов. Гущин сумел отойти от порта и привести крейсер в базу… За боевую деятельность экипажу крейсера 3 апреля 1942 года первому в Военно-Морском Флоте СССР присвоено звание гвардейского, а его командир капитан 2-го ранга Гущин награжден орденом Красного Знамени».
С ноября 1942 года в распоряжении Военного совета ВМФ СССР. С декабря 1942 года служит в Управлении боевой подготовки ВМФ СССР: старшим инспектором 1-го отдела (инспекции соединений), а с сентября того же года — старшим инспектором 2-го отдела (подготовки наводных кораблей). С ноября 1943 года — начальник штаба Амурской военной флотилии.

#### Советско-японская война
С началом войны в прежней должности. В августе 1945 года флотилия принимала участие в боевых действиях, находясь в оперативном подчинении 2-го Дальневосточного фронта. В первые дни Маньчжурской наступательной операции флотилия обеспечила форсирование советскими войсками Амура (Фуюаньский десант и Сахалянский десант) и массовую переброску войск на южный берег Амура. А затем основные силы флотилии направились в беспримерный поход вверх по реке Сунгари, поддерживая продвижение советских войск вдоль реки. По Сунгари корабли флотилии проникли в центральную часть Маньчжурии до Харбина, высаживая многочисленные тактические десанты в тыл японским войскам, наиболее крупные: в городах Гойцзя (10.08.1945, высажен стрелковый батальон), Айгунь (10.08.1945, высажен усиленный батальон), Цике (10.08.1945, высажены две стрелковые роты), Фуцзинь (11.08.1945), Сусутунь (15.08.1945, высажены две стрелковые роты), Мынгали (16.08.1945, высажены две стрелковые роты), Цзямусы (16.08.1945). За образцовое выполнение заданий командования на фронте борьбы с японскими империалистами, капитан 1-го ранга Гущин был награждён орденом Нахимова 1-й степени.

#### Послевоенное время
С сентября 1945 года — командир Отряда учебных кораблей Тихоокеанского флота. С марта 1947 года командир отряда легких сил ТОФ с базированием в Петропавловске-Камчатском. С марта 1948 года- командир 2-го Отдельного дивизиона эсминцев ТОФ. С ноября 1948 года-командир охраны водного района главной базы 7-го ВМФ (г. Советская Гавань). Участник Высокоширотной арктической морской экспедиции 7-го ВМФ (июль-октябрь 1949 г.).
С января 1951 года начальник кафедры тактики Высших ордена Ленина специальных классов офицерского состава ВМФ. С мая 1951 года
начальник кафедры тактики военно-морского и оперативного искусства Военно-транспортной академии им. Л. М. Кагановича. С мая 1951 года в распоряжении начальника Высшей военной академии имени им. К. Е. Ворошилова для использования на преподавательской работе. С октября 1951 года — старший преподаватель кафедры оперативного искусства ВМС военно-морского факультета ВВА им. К. Е. Ворошилова. С апреля 1954 года служит в Военно-морской академии кораблестроения и вооружения имени А. Н. Крылова, на должностях: старший преподаватель кафедры оперативного искусства и общей тактики ВМС, с января 1955 года — начальник группы — старший научный сотрудник группы научных сотрудников кафедры оперативного искусства и общей тактики, а с декабря 1958 года на той же должности на кафедре тактики ВМФ. Участвовал в проведении комплексной научно-исследовательской работы «Ветер» (1958). За свою научную деятельность награжден орденом «Знак Почёта». С августа 1959 года гвардии контр-адмирал Гущин в отставке по болезни.
После выхода в отставку проживал в Москве, работал начальником Всесоюзного штаба юных моряков, занимался общественной деятельностью, а так же литературным творчеством. Умер 26 октября 1977 года в Москве, похоронен там же на Кунцевском кладбище.

## Награды
- орден Ленина (24.06.1948)[5][6];
- три ордена Красного Знамени (03.04.1942[7], 03.11.1944[8][6], 27.12.1951[5][6]);
- орден Нахимова I степени (14.09.1945)[9];
- орден Отечественной войны I степени (08.07.1945)[10];
- орден «Знак Почёта»[3].
  - медали в том числе:
  - «За оборону Одессы» (31.05.1944)[11];
  - «За оборону Севастополя» (02.03.1944)[12];
  - «За оборону Кавказа» (1944)[5];
  - «За победу над Германией в Великой Отечественной войне 1941—1945 гг.» (1945)[5];
  - «За победу над Японией» (1945)[5];
  - «Ветеран Вооружённых Сил СССР»